# WTA Challenger Series 2024
In der folgenden Tabelle werden die Damenturniere der WTA Challenger Series der Saison 2024 dargestellt.
Auf dem Veranstaltungskalender des Jahres standen in dieser Kategorie 36 Turniere. Drei geplante Turniere wurden abgesagt.

## Turnierplan
Die Zeichenfolge von z. B. 32E/8Q/8D hat folgende Bedeutung:
- 32E = 32 Spielerinnen spielen im Einzel
- 8Q = 8 Spielerinnen spielen die Qualifikation im Einzel
- 8D = 8 Paarungen spielen im Doppel

| Datum 1       | Turnier                                                                                          | Siegerin(nen)                             | Finalgegnerin(nen)                      | Ergebnis          |
| ------------- | ------------------------------------------------------------------------------------------------ | ----------------------------------------- | --------------------------------------- | ----------------- |
| 1. Januar     | Workday Canberra International Canberra, Australien $164.000 Hartplatz – 32E/32Q/16D             | Nuria Párrizas Díaz                       | Harriet Dart                            | 6:4, 6:3          |
| 1. Januar     | Workday Canberra International Canberra, Australien $164.000 Hartplatz – 32E/32Q/16D             | Veronika Erjavec Darja Semeņistaja        | Kaylah McPhee Astra Sharma              | 6:2, 6:4          |
| 5. Februar    | Mumbai Open Mumbai, Indien $115.000 Hartplatz – 32E/24Q/16D                                      | Darja Semeņistaja                         | Storm Hunter                            | 5:7, 7:66, 6:2    |
| 5. Februar    | Mumbai Open Mumbai, Indien $115.000 Hartplatz – 32E/24Q/16D                                      | Dalila Jakupović Sabrina Santamaria       | Arianne Hartono Prarthana Thombare      | 6:4, 6:3          |
| 19. Februar   | Puerto Vallarta Open Puerto Vallarta, Mexiko $115.000 Hartplatz – 32E/8Q/8D                      | McCartney Kessler                         | Taylah Preston                          | 5:7, 6:3. 6:0     |
| 19. Februar   | Puerto Vallarta Open Puerto Vallarta, Mexiko $115.000 Hartplatz – 32E/8Q/8D                      | Iryna Schymanowitsch Renata Zarazúa       | Angelica Moratelli Camilla Rosatello    | 6:2, 7:61         |
| 11. März      | Fifth Third Charleston 125 Charleston, Vereinigte Staaten $115.000 Hartplatz – 32E/16Q/16D       | Elisabetta Cocciaretto                    | Diana Schneider                         | 6:3, 6:2          |
| 11. März      | Fifth Third Charleston 125 Charleston, Vereinigte Staaten $115.000 Hartplatz – 32E/16Q/16D       | Olivia Gadecki Olivia Nicholls            | Sara Errani Tereza Mihalíková           | 6:2, 6:1          |
| 25. März      | San Luis Open San Luis Potosí, Mexiko $115.000 Sandplatz – 32E/8Q/16D                            | Nadia Podoroska                           | Francesca Jones                         | 6:1, 6:2          |
| 25. März      | San Luis Open San Luis Potosí, Mexiko $115.000 Sandplatz – 32E/8Q/16D                            | Anna Bondár Tamara Zidanšek               | Laura Pigossi Katarzyna Piter           | Walkover          |
| 25. März      | Megasaray Hotels Open Antalya, Türkei $115.000 Sandplatz – 32E/16Q/16D                           | Jéssica Bouzas Maneiro                    | Irina-Camelia Begu                      | 6:2, 4:6, 6:2     |
| 25. März      | Megasaray Hotels Open Antalya, Türkei $115.000 Sandplatz – 32E/16Q/16D                           | Angelica Moratelli Camilla Rosatello      | Tímea Babos Wera Swonarjowa             | 6:3, 3:6, [15:13] |
| 2. April      | Open Internacional Femení Solgironès La Bisbal d’Empordà, Spanien $115.000 Sandplatz – 32E/8Q/8D | María Carlé                               | Rebeka Masarova                         | 3:6, 6:1, 6:2     |
| 2. April      | Open Internacional Femení Solgironès La Bisbal d’Empordà, Spanien $115.000 Sandplatz – 32E/8Q/8D | Miriam Kolodziejová Anna Sisková          | Tímea Babos Dalma Gálfi                 | Walkover          |
| 15. April     | Oeiras Open Oeiras, Portugal $164.000 Sandplatz – 32E/16Q/16D                                    | Suzan Lamens                              | Clara Tauson                            | 6:4, 5:7, 6:4     |
| 15. April     | Oeiras Open Oeiras, Portugal $164.000 Sandplatz – 32E/16Q/16D                                    | Francisca Jorge Matilde Jorge             | Harriet Dart Kristina Mladenovic        | 6:0, 6:4          |
| 29. April     | L’Open 35 de Saint-Malo Saint-Malo, Frankreich $115.000 Sandplatz – 32E/14Q/16D                  | Loïs Boisson                              | Chloé Paquet                            | 4:6, 7:63, 6:3    |
| 29. April     | L’Open 35 de Saint-Malo Saint-Malo, Frankreich $115.000 Sandplatz – 32E/14Q/16D                  | Amina Anschba Anastasia Dețiuc            | Estelle Cascino Carole Monnet           | 7:67, 2:6, [10:5] |
| 29. April     | Catalonia Open Lleida, Spanien $115.000 Sandplatz – 32E/8Q/16D                                   | Kateřina Siniaková                        | Camila Osorio                           | 6:3, 6:4          |
| 29. April     | Catalonia Open Lleida, Spanien $115.000 Sandplatz – 32E/8Q/16D                                   | Nicole Melichar-Martinez Ellen Perez      | Katarzyna Piter Mayar Sherif            | 7:5, 6:2          |
| 13. Mai       | Trophée Clarins Paris, Frankreich $115.000 Sandplatz – 32E/8Q/8D                                 | Diana Schneider                           | Emma Navarro                            | 6:2, 3:6, 6:4     |
| 13. Mai       | Trophée Clarins Paris, Frankreich $115.000 Sandplatz – 32E/8Q/8D                                 | Asia Muhammad Aldila Sutjiadi             | Monica Niculescu Zhu Lin                | 7:63, 4:6, [11:9] |
| 13. Mai       | Parma Ladies Open Parma, Italien $115.000 Sandplatz – 32E/8Q/10D                                 | Anna Karolína Schmiedlová                 | Mayar Sherif                            | 7:5, 2:6, 6:4     |
| 13. Mai       | Parma Ladies Open Parma, Italien $115.000 Sandplatz – 32E/8Q/10D                                 | Anna Danilina Irina Chromatschowa         | Ingrid Gamarra Martins Elixane Lechemia | 6:1, 6:2          |
| 3. Juni       | Open delle Puglie Bari, Italien $115.000 Sandplatz – 32E/8Q/8D                                   | Anca Todoni                               | Panna Udvardy                           | 6:4, 6:0          |
| 3. Juni       | Open delle Puglie Bari, Italien $115.000 Sandplatz – 32E/8Q/8D                                   | Anna Danilina Irina Chromatschowa         | Angelica Moratelli Renata Zarazúa       | 6:1, 6:3          |
| 4. Juni       | Makarska Open Makarska, Kroatien $115.000 Sandplatz – 32E/8Q/8D                                  | Katie Volynets                            | Mayar Sherif                            | 3:6, 6:2, 6:1     |
| 4. Juni       | Makarska Open Makarska, Kroatien $115.000 Sandplatz – 32E/8Q/8D                                  | Sabrina Santamaria Irina Schymanowitsch   | Nao Hibino Oksana Kalaschnikowa         | 6:4, 3:6, [10:6]  |
| 10. Juni      | BBVA Open Internacional de Valencia Valencia, Spanien $125.000 Sandplatz – 32E/16Q/8D            | Ann Li                                    | Wiktorija Tomowa                        | 6:3, 6:4          |
| 10. Juni      | BBVA Open Internacional de Valencia Valencia, Spanien $125.000 Sandplatz – 32E/16Q/8D            | Katarzyna Piter Fanny Stollár             | Angelica Moratelli Renata Zarazúa       | 6:1, 4:6, [10:8]  |
| 17. Juni      | Veneto Open Gaiba, Italien $125.000 Rasenplatz – 32E/8Q/8D                                       | Alycia Parks                              | Bernarda Pera                           | 6:3, 6:1          |
| 17. Juni      | Veneto Open Gaiba, Italien $125.000 Rasenplatz – 32E/8Q/8D                                       | Hailey Baptiste Alycia Parks              | Miriam Kolodziejová Anna Sisková        | 7:64, 6:2         |
| 8. Juli       | Grand Est Open Contrexéville, Frankreich $115.000 Sandplatz – 32E/12Q/8D                         | Lucia Bronzetti                           | Mayar Sherif                            | 6:4, 6:74, 7:5    |
| 8. Juli       | Grand Est Open Contrexéville, Frankreich $115.000 Sandplatz – 32E/12Q/8D                         | Oksana Kalaschnikowa Iryna Schymanowitsch | Wu Fang-hsien Zhang Shuai               | 5:7, 6:3, [10:7]  |
| 8. Juli       | Nordea Open Båstad, Schweden $115.000 Sandplatz – 32E/16D                                        | Martina Trevisan                          | Ann Li                                  | 6:2, 6:2          |
| 8. Juli       | Nordea Open Båstad, Schweden $115.000 Sandplatz – 32E/16D                                        | Peangtarn Plipuech Tsao Chia-yi           | María Carlé Julia Riera                 | 7:5, 6:3          |
| 22. Juli      | Polish Open Warschau, Polen $115.000 Hartplatz – 32E/8Q/8D                                       | Alycia Parks                              | Maya Joint                              | 4:6, 6:3, 6:3     |
| 22. Juli      | Polish Open Warschau, Polen $115.000 Hartplatz – 32E/8Q/8D                                       | Weronika Falkowska Martyna Kubka          | Céline Naef Nina Stojanović             | 6:4, 7:65         |
| 4. August     | Hamburg Open Hamburg, Deutschland $115.000 Sandplatz – 32E/8Q/8D                                 | Anna Bondár                               | Arantxa Rus                             | 6:4, 6:2          |
| 4. August     | Hamburg Open Hamburg, Deutschland $115.000 Sandplatz – 32E/8Q/8D                                 | Anna Bondár Kimberley Zimmermann          | Arantxa Rus Nina Stojanović             | 5:7, 6:3, [11:9]  |
| 12. August    | Barranquilla Open Barranquilla, Kolumbien $115.000 Hartplatz – 32E/10Q/8D                        | Nadia Podoroska                           | Tatjana Maria                           | 6:2, 1:6, 6:3     |
| 12. August    | Barranquilla Open Barranquilla, Kolumbien $115.000 Hartplatz – 32E/10Q/8D                        | Jessica Failla Hiroko Kuwata              | Quinn Gleason Ingrid Gamarra Martins    | 4:6, 7:62, [10:7] |
| 2. September  | Guadalajara 125 Open Guadalajara, Mexiko $115.000 Hartplatz – 32E/8Q/8D                          | Kamilla Rachimowa                         | Tatjana Maria                           | 6:3, 6:75, 6:3    |
| 2. September  | Guadalajara 125 Open Guadalajara, Mexiko $115.000 Hartplatz – 32E/8Q/8D                          | Katarzyna Piter Fanny Stollár             | Angelica Moratelli Sabrina Santamaria   | 6:4, 7:5          |
| 2. September  | Montreux Nestlé Open Montreux, Schweiz $115.000 Sandplatz – 32E/16Q/8D                           | Irina-Camelia Begu                        | Petra Marčinko                          | 1:6, 6:3, 6:0     |
| 2. September  | Montreux Nestlé Open Montreux, Schweiz $115.000 Sandplatz – 32E/16Q/8D                           | Quinn Gleason Ingrid Gamarra Martins      | María Carlé Simona Waltert              | 6:3, 4:6, [10:7]  |
| 9. September  | Zavarovalnica Sava Ljubljana Ljubljana, Slowenien $115.000 Sandplatz – 32E/8Q/16D                | Jil Teichmann                             | Nuria Párrizas Díaz                     | 7:68, 6:4         |
| 9. September  | Zavarovalnica Sava Ljubljana Ljubljana, Slowenien $115.000 Sandplatz – 32E/8Q/16D                | Nuria Brancaccio Leyre Romero Gormaz      | Lina Gjorcheska Jil Teichmann           | 5:7, 7:5, [10:7]  |
| 9. September  | Țiriac Foundation Trophy Bukarest, Rumänien $115.000 Sandplatz – 32E/16Q/8D                      | Miriam Bulgaru                            | Kathinka von Deichmann                  | 6:3, 1:6, 6:4     |
| 9. September  | Țiriac Foundation Trophy Bukarest, Rumänien $115.000 Sandplatz – 32E/16Q/8D                      | Carole Monnet Darja Semeņistaja           | Aliona Bolsova Katarzyna Kawa           | 1:6, 6:2, [10:7]  |
| 30. September | Hong Kong 125 Open Hongkong $115.000 Hartplatz – 32E/8Q/8D                                       | Ajla Tomljanović                          | Clara Tauson                            | 4:6, 6:4, 6:4     |
| 30. September | Hong Kong 125 Open Hongkong $115.000 Hartplatz – 32E/8Q/8D                                       | Monica Niculescu Elena-Gabriela Ruse      | Nao Hibino Makoto Ninomiya              | 6:3, 5:7, [10:5]  |
| 21. Oktober   | Abierto Tampico Tampico $115.000 Hartplatz – 32E/16Q/16D                                         | Marina Stakusic                           | Anna Blinkowa                           | 6:4, 2:6, 6:4     |
| 21. Oktober   | Abierto Tampico Tampico $115.000 Hartplatz – 32E/16Q/16D                                         | Carmen Corley Rebecca Marino              | Alina Kornejewa Polina Kudermetowa      | 6:3, 6:3          |
| 28. Oktober   | Bolivia Open Santa Cruz $115.000 Hartplatz – 32E/8Q/8D                                           | Anca Todoni                               | Emiliana Arango                         | 7:65, 6:0         |
| 28. Oktober   | Bolivia Open Santa Cruz $115.000 Hartplatz – 32E/8Q/8D                                           | Nuria Brancaccio Leyre Romero Gormaz      | Aliona Bolsova Walerija Strachowa       | 6:4, 6:4          |
| 4. November   | Cali Open Cali $115.000 Sandplatz – 32E/16Q/15D                                                  | Irina-Camelia Begu                        | Veronika Erjavec                        | 6:3, 6:3          |
| 4. November   | Cali Open Cali $115.000 Sandplatz – 32E/16Q/15D                                                  | Veronika Erjavec Kristina Mladenovic      | Tara Würth Katarina Sawazka             | 6:2, 7:64         |
| 4. November   | Dow Tennis Classic Midland $115.000 Hartplatz (Halle) – 32E/16Q/15D                              | Rebecca Marino                            | Alycia Parks                            | 6:2, 6:1          |
| 4. November   | Dow Tennis Classic Midland $115.000 Hartplatz (Halle) – 32E/16Q/15D                              | Emily Appleton Maia Lumsden               | Ariana Arseneault Mia Kupres            | 6:2, 4:6, [10:5]  |
| 18. November  | Fifth Third Charleston 125 Charleston $115.000 Sandplatz – 32E/8Q/15D                            | Renata Zarazúa                            | Hanna Chang                             | 6:1, 7:64         |
| 18. November  | Fifth Third Charleston 125 Charleston $115.000 Sandplatz – 32E/8Q/15D                            | Nuria Brancaccio Leyre Romero Gormaz      | Kayla Cross Liv Hovde                   | 7:66, 6:2         |
| 18. November  | LP Open Colina $115.000 Sandplatz – 32E/8Q/14D                                                   | Nina Stojanović                           | María Carlé                             | 3:6, 6:4, 6:4     |
| 18. November  | LP Open Colina $115.000 Sandplatz – 32E/8Q/14D                                                   | Mayar Sherif Nina Stojanović              | Léolia Jeanjean Kristina Mladenovic     | Walkover          |
| 25. November  | IEB+ Argentina Open Buenos Aires $115.000 Sandplatz – 32E/8Q/8D                                  | Mayar Sherif                              | Katarzyna Kawa                          | 6:3, 4:6, 6:4     |
| 25. November  | IEB+ Argentina Open Buenos Aires $115.000 Sandplatz – 32E/8Q/8D                                  | Maja Chwalińska Katarzyna Kawa            | Laura Pigossi Mayar Sherif              | 6:4, 3:6, [10:7]  |
| 2. Dezember   | Open In Arte Angers Loire Angers $115.000 Hartplatz (Halle) – 32E/8Q/8D                          | Alycia Parks                              | Belinda Bencic                          | 7:64, 3:6, 6:0    |
| 2. Dezember   | Open In Arte Angers Loire Angers $115.000 Hartplatz (Halle) – 32E/8Q/8D                          | Monica Niculescu Elena-Gabriela Ruse      | Belinda Bencic Céline Naef              | 6:1, 6:3          |
| 2. Dezember   | MundoTenis Open Florianópolis $115.000 Sandplatz – 32E/8Q/16D                                    | Maja Chwalińska                           | Ylena In-Albon                          | 6:1, 6:2          |
| 2. Dezember   | MundoTenis Open Florianópolis $115.000 Sandplatz – 32E/8Q/16D                                    | Maja Chwalińska Laura Pigossi             | Nicole Fossa Huergo Walerija Strachowa  | 7:63, 6:3         |
| 9. Dezember   | Open BLS de Limoges Limoges $115.000 Hartplatz (Halle) – 32E/8Q/8D                               | Viktorija Golubic                         | Céline Naef                             | 7:5, 6:4          |
| 9. Dezember   | Open BLS de Limoges Limoges $115.000 Hartplatz (Halle) – 32E/8Q/8D                               | Elsa Jacquemot Margaux Rouvroy            | Erika Andrejewa Séléna Janicijevic      | 6:4, 6:3          |

## Abgesagte Turniere
| Datum 1     | Turnier                                                                 |
| ----------- | ----------------------------------------------------------------------- |
| 22. Januar  | Tiny's Ice-Cream Open Đà Nẵng, Vietnam $115.000 Hartplatz – 32E/??Q/??D |
| 14. Oktober | Mazatlán Ladies Open Mazatlán $115.000 Hartplatz – 32E/??Q/16D          |
| 21. Oktober | São Paulo Open São Paulo $115.000 Hartplatz – 32E/??Q/8D                |

## Weltranglistenpunkte
Abhängig von der erreichten Runde erhalten die Spielerinnen folgende Punkte für die WTA-Weltrangliste:
| Turnierkategorie   | S   | F  | HF | VF | AF | R32 | Q | Q2 | Q1 |
| ------------------ | --- | -- | -- | -- | -- | --- | - | -- | -- |
| WTA 125 (32E, 16Q) | 125 | 81 | 49 | 27 | 15 | 1   | 6 | 4  | 1  |
| WTA 125 (32E, 8Q)  | 125 | 81 | 49 | 27 | 15 | 1   | 6 | –  | 1  |
| WTA 125 (16D)      | 125 | 81 | 49 | 27 | 1  | –   | – | –  | –  |
| WTA 125 (8D)       | 125 | 81 | 49 | 1  | –  | –   | – | –  | –  |

- E = Einzelspielerin, D = Doppelspielerin, Q = Qualifikationsspielerin